# 罗益昌
罗益昌（1964年2月—），江苏连云港人，中国人民解放军中将。

## 生平
罗益昌长期在中国人民解放军空军从事政工工作，曾任中国人民解放军空军雷达学院政治委员、中国人民解放军空降兵第十五军政治部主任等职。2011年7月任中国人民解放军沈阳军区空军政治部主任。2015年升任中国人民解放军沈阳军区副政治委员，并任沈阳军区党委常委。2016年初，任沈阳军区善后工作办公室政治委员、党委书记。2021年任北部战区领导。2023年9月，因担任副战区级职务满8年而提前退出现役。
2010年7月晋升为空军少将军衔。2016年晋升为中将军衔。